# Blaž Rola
Blaž Rola (* 5. října 1990 Ptuj) je slovinský profesionální tenista. Ve své dosavadní kariéře na okruhu ATP World Tour nevyhrál žádný turnaj. Na challengerech ATP získal jeden titul ve dvouhře a jeden ve čtyřhře, na okruhu ITF devět titulů ve dvouhře a šest ve čtyřhře. Na Středomořských hrách 2013 v Turecku vyhrál zlatou medaili ve dvouhře i ve čtyřhře.
Na žebříčku ATP byl ve dvouhře nejvýše klasifikován v lednu 2015 na 71. místě a ve čtyřhře pak v únoru 2014 na 210. místě. Trénuje ho Brian MacPhie.
Ve slovinském daviscupovém týmu odehrál čtyři dvouhry a dvě čtyřhry.